# 14. септембар
14. септембар (14.9.) је 257. дан у години по грегоријанском календару (258. у преступној години). До краја године има још 108 дана.

## Догађаји
- 81 — Након смрти брата Тита, власт над Римским царством преузео је Домицијан.
- 1219 — Проглашена аутокефалност Српске православне цркве, са седиштем у манастиру Жича, коју је код никејског цара Теодора I Ласкариса и васељенског патријарха Манојла I Харитопула издејствовао Сава Немањић
- 1262 — Краљ Кастиље Алфонсо заузео луку Кадиз на обали Атлантског океана, окончавши петовековну маварску окупацију града.
- 1812 — Француске трупе под Наполеоном Бонапартом ушле у Москву. Постоји легенда да су Руси запалили Москву у повлачењу, али је Москва горела пре свега зато што више није било никог да спречи пожаре.
- 1829 — Потписан Једренски мировни уговор којим је окончан руско-турски рат. Србија на основу Једренског мира 1830. добила хатишериф о самоуправи, а Грчка независност.
- 1930 — Национал-социјалистичка партија Адолфа Хитлера постала друга партија по величини у немачком парламенту.
- 1939 — Хеликоптер „ВС-300“ руског конструктора Игора Сикорског, који је емигрирао у САД, извео први успешан лет.
- 1959 — Совјетска сонда Луна 2 се срушила на Месец и постала први људских руку дело које је стигло до њега.
- 1960 —
  - У Конгу извршен војни удар под вођством пуковника Жозефа Мобутуа, а премијер Патрис Лумумба стављен у кућни притвор.
  - На састанку представника земаља-произвођача нафте у Багдаду основана Организација земаља извозница нафте, ОПЕК.
- 1975 — У Амстердаму један незапослен учитељ ножем исекао „Ноћну стражу“, једну од најцењенијих Рембрантових слика.
- 1992 — Савет безбедности Уједињених нација усвојио резолуцију о повећању броја и проширењу мандата међународних мировних снага у Босни и Херцеговини.
- 1995 — Победиле три националне странке, Срба, Хрвата и муслимана, чији су лидери били главни виновници трогодишњих ратних сукоба.[појаснити]
- 1996 —
  - Камбоџански краљ Нородом Сиханук дао опрост једном од лидера Црвених Кмера Јенгу Сарију због његове улоге у периоду „поља смрти“, када је у Камбоџи убијено између милион и два милиона људи.
  - У Босни и Херцеговини одржани први општи избори после потписивања мировног споразума у Дејтону у децембру
- 1997 — У пожару у рафинерији нафте у Визагапатнаму, на југу Индије, погинуло најмање 56 особа, а истог дана у централном делу те земље погинуо 81 путник када се пет вагона експресног воза сурвало с моста у реку.
- 2001 — Сенат САД усвојио резолуцију којом се председнику САД Џорџу Бушу одобрава да „предузме све неопходне и одговарајуће мере“ поводом напада 11. септембра. Председник Буш одобрио мобилизацију 50.000 резервиста.

## Рођења
- 1486 — Хајнрих Корнелијус Агрипа, немачки теолог, астролог и алхемичар. (прем. 1535)
- 1580 — Франсиско де Кеведо, шпански прозни писац и песник. (прем. 1645)
- 1769 — Александар фон Хумболт, немачки географ и природњак. (прем. 1859)
- 1826 — Љубомир Ненадовић, српски књижевник. (прем. 1895)
- 1852 — Симо Матавуљ, српски писац. (прем. 1908)
- 1886 — Јан Масарик, чехословачки политичар и министар спољних послова Чехословачке. (прем. 1948)
- 1889 — Марија Каповила, еквадорска суперстогодишњакиња, која је у тренутку своје смрти имала 116 година и 347 дана. (прем. 2006)
- 1910 — Џек Хокинс, енглески глумац. (прем. 1973)
- 1913 — Хакобо Арбенз, пуковник и председник Гватемале. (прем. 1971)
- 1930 — Волтер Кениг, амерички глумац и сценариста.
- 1930 — Звонимир Торјанац, хрватски глумац. (прем. 2014)
- 1941 — Богдан Тирнанић, српски новинар, публициста и филмски критичар. (прем. 2009)
- 1947 — Сем Нил, новозеландски глумац, сценариста, редитељ и продуцент.
- 1951 — Данкан Холдејн, британски физичар, добитник Нобелове награде за физику (2016).
- 1953 — Роберт Виздом, амерички глумац.
- 1960 — Мелиса Лио, америчка глумица.
- 1960 — Калум Кит Рени,енглеско-канадски глумац.
- 1964 — Мирослав Крстић, професор, теоретичар управљања (аутоматичар), проректор за науку и директор истраживачког центра за контролне системе на Универзитету Калифорније у Сан Дијегу.[1]
- 1964 — Лоран Фурније, француски фудбалер и фудбалски тренер.
- 1965 — Дмитриј Медведев, руски политичар, трећи председник Русије.
- 1968 — Дејан Мијатовић, српски кошаркаш и кошаркашки тренер.
- 1973 — Ендру Линкон, енглески глумац.
- 1973 — Нас, амерички хип хоп музичар.
- 1978 — Силвија Наваро, мексичка глумица.
- 1979 — Ивица Олић, хрватски фудбалер.
- 1980 — Луис Орна, перуански тенисер.
- 1983 — Ејми Вајнхаус, британска музичарка. (прем. 2011)
- 1983 — Виктор Савић, српски глумац.
- 1985 — Душан Каличанин, српски глумац и балетан.
- 1985 — Мохамед Фаје, сенегалски кошаркаш.
- 1987 — Гашпер Видмар, словеначки кошаркаш.
- 1989 — Џими Батлер, амерички кошаркаш.[2]

## Смрти
- 407 — Јован Златоусти, цариградски патријарх, теолог и проповедник, хришћански светац и један од четири црквена оца православне цркве. (рођ. 349)
- 775 — Константин V Копроним, византијски цар. (рођ. 718)
- 1321 — Данте Алигијери, италијански песник. (рођ. 1265)
- 1852 — Артур Велзли Велингтон, британски фелдмаршал. (рођ. 1769)
- 1860 — Милош Обреновић, српски кнез, вођа Другог српског устанка. (рођ. 1815)
- 1911 — Петар Аркадијевич Столипин, руски премијер. (рођ. 1862)
- 1927 — Изадора Данкан, америчка играчица. (рођ. 1877)[3]
- 1937 — Томаш Масарик, чешки државник и филозоф. (рођ. 1850)
- 1974 — Мило Бошковић (песник), црногорски песник. (рођ. 1937)[4]
- 1976 — Павле Карађорђевић, југословенски кнез. (рођ. 1893)
- 1978 — Зенон Косидовски, пољски писац, есејиста и песник. (рођ. 1898)
- 1982 — Грејс Кели, бивша америчка филмска глумица и кнегиња Монака. (рођ. 1929)[5]
- 1982 — Бешир Џемаил, председник Либана. (рођ. 1947)
- 1982 — Александар Арнаутовић, српски књижевник, публициста и професор. (рођ. 1888)[6]
- 1996 — Пеце Атанасовски, југословенски и македонски музичар. (рођ. 1925).
- 2001 — Ахмад Шах Масуд, командант авганистанске гериле у борби против Талибана. (рођ. 1953)
- 2001 — Олга Ивановић, српска глумица (рођ. 1921)[7]
- 2009 — Патрик Свејзи, амерички глумац. (рођ. 1952).[8]

## Празници и дани сећања
- Српска православна црква слави:
  - Преподобни Симеон Столпник – црквена Нова година